# Édouard Courchinoux
Édouard Courchinoux, né le 29 mars 1891 dans le 11e arrondissement de Paris et mort le 27 août 1968 à Yvoy-le-Marron dans le département de Loir-et-Cher, est un publicitaire affichiste français.
Il est, entre autres, le créateur du caddy rouge qui devient l'emblème de la commune du Touquet-Paris-Plage dans le département du Pas-de-Calais.

## Biographie
Édouard Abel Jean Baptiste Courchinoux naît le 29 mars 1891, dans le 11e arrondissement de Paris, du mariage de Jean-Baptiste Courchinoux, voyageur de commerce, et de Léa Picard.
Le 8 septembre 1919 à Montargis, dans le département du Loiret, il épouse Geneviève Henriette Paule Roy.
Ses bureaux de publiciste, affichiste, se trouvent au 148, boulevard du Montparnasse dans le 14e arrondissement de Paris.
En 1925, le Touquet-Paris-Plage en quête de notoriété lance un concours d'affiches présidé par Pierre Carrier-Belleuse. Dans le jury, on compte le conservateur du musée de Berck, le peintre Jan Lavezzari. Celle du vainqueur sera placardée dans Paris à 45 000 exemplaires. Parmi les sept projets, c'est le caddie d'Édouard Courchinoux qui remporte le prix de 2 500 F. Le caddy, de dos, tient un drapeau de golf dans sa main gauche. À l'origine, sur l'affiche qui a été primée, il tenait une raquette de tennis, l'objectif étant de montrer que le Touquet-Paris-Plage était une station surtout dédiée aux sports. Désormais décliné, le petit caddy est souvent présent à l'arrière des voitures afin de montrer son attachement à le Touquet-Paris-Plage, il sera également utilisé sur une affiche de la Compagnie du chemin de fer du Nord,.
D'autres artistes peintres créeront des affiches sur le Touquet-Paris-Plage comme Pierre Commarmond, Robert Rodrigue, Hemjic, Hervé Baille, etc.

L'affiche officiel retenue par le Touquet-Paris-Plage.

Il meurt le 27 août 1968 à Yvoy-le-Marron dans le département de Loir-et-Cher. Il est inhumé au cimetière du Père-Lachaise (adresse sépulture : 42e, 16-92, 1-41),.

## Œuvres iconographiques (liste non-exhaustive)
- Chemin de Fer du Nord. Le Touquet - Paris-Plage, la mer - la forêt (1925)
- Metz. Foire-exposition 1928, 27 septembre-8 octobre : agriculture, commerce, hôtellerie, industrie, tourisme (1928)
- Les vrais biscuits de Reims Derungs sont garantis fabriqués aux œufs frais, au sucre raffiné, à la vanille pure (1930)
- De la mine... dans votre cave, pas d'intermédiaire. Combustible Lemoine fils, Rouen... Livraison : Rouen et environs (1930)
- C'est un produit Spic … Avec la solution Spic, on obtient toujours des vins parfaits. Société de produits chimiques industriels et viticoles… usine à Beaucaire (Gard) (1930)
- Tous morts ! Cochylis, eudémis, altises, pyrales…, ils ont été traités par l'arseniate de plomb naissant Ballard… Usine à Beaucaire (Gard) … (1935)
- Brasserie coopérative, l'Avenir, la plus populaire (1934)
- Montargis. quatorzième foire-exposition : 1 au 15 aout 1947 (1947)
- Montargis, seizième foire-exposition : 5 au 9 aout 1949 (1949)
- Montargis, vingt-deuxième foire-exposition : 26 juillet au 2 aout 1955 (1955)
- Recueil. Cartes postales. E. Courchinoux
- Recueil. Œuvre de E. Courchinoux[5]

## Distinction
Édouard Courchinoux est nommé au grade de chevalier dans l'ordre national de la Légion d'honneur, décret paru au journal officiel du 7 février 1938.